# Ole Ellefsæter

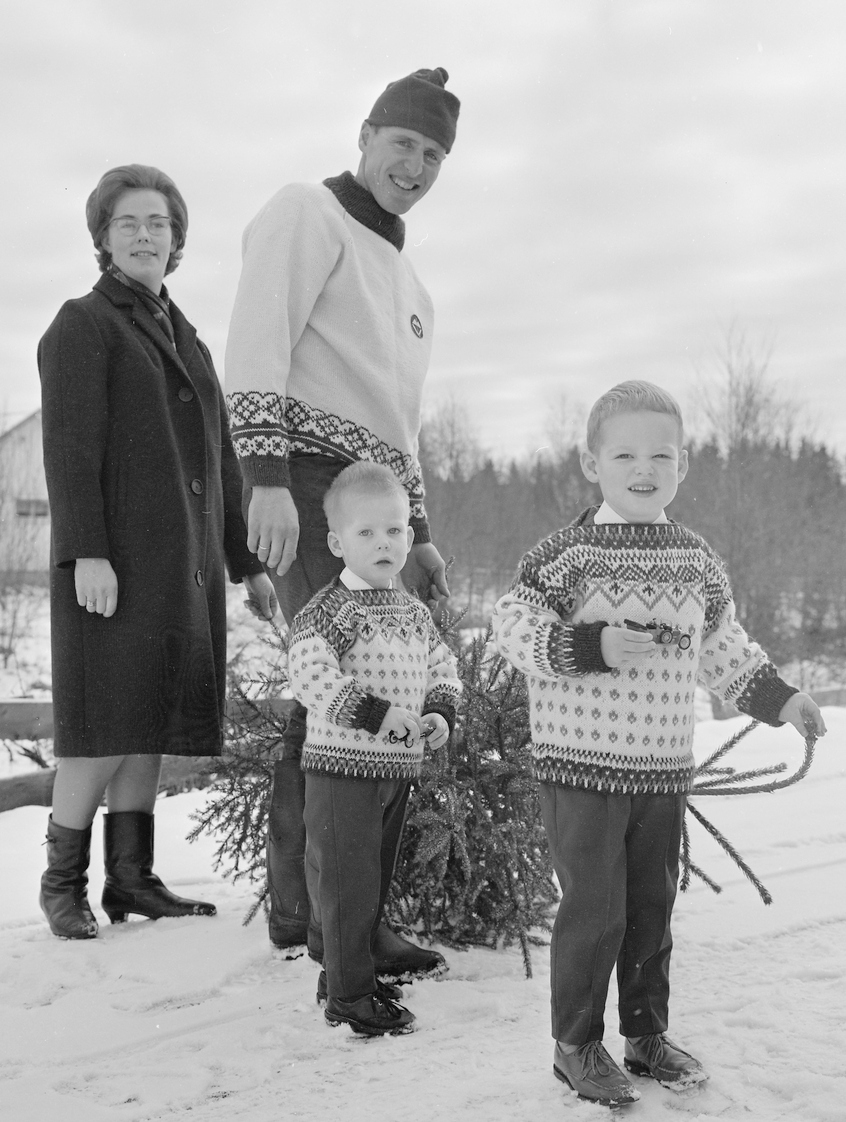
Ellefsæter con su familia en 1966.

Ole Ellefsæter (Ringsaker, 15 de febrero de 1939-Brumunddal, 18 de octubre de 2022) fue un exesquiador y cantante noruego que competía en la modalidad de esquí de fondo; obtuvo dos medallas de oro olímpicas y un título mundial, y fue el primer esquiador de Noruega en ganar el Vasaloppet.

## Carrera
A inicios de 1967, Ellefsæter ganó el evento de 50 km del Holmenkollen ski festival, obteniendo la medalla Holmenkollen junto a Toini Gustafsson.
Ellefsæter compitío en la prueba de 3000 m con obstáculos, donde fue campeón nacional entre 1960 y 1965. Su mejor marca personal de 8:43.8 minutos fue un resultado de nivel mundial en su momento y ubicado entre los mejores esquiadores de Noruega de todos los tiempos. Ellefsæter compitió en el campeonato europeo de 1962 sin avanzar a la final. Por sus logros recibió el Egebergs Ærespris (Premio honorífico de Egesberg) en 1965. Posteriormente construyeron una estatua suya en Brumunddal.
Trabajó varios años como leñador, y más tarde estudió para ser técnico forestal. Era conocido como Uteligger (Desamparado) tras sufrir un accidente en esquí luego de que le cayera la oscuridad de la noche en el bosque.
También fue un cantante popular. Su sencillo «Huldreslåtten» (1966) vendió más de 25 000 copias en Noruega. Tras las olimpiadas de 1968, compuso la canción «Alle kluter til», que también tuvo éxito. Después compuso dos éxitos más, «Viser og gamle takter» (1967) y «I godt lag» (1969), que escribió junto con su vecino Guttorm P. Haugen.

## Muerte
Ellefsæther murió el 18 de octubre de 2022 en la ciudad de Brumunddal a los 83 años.